# Саково (Вологодская область)
Саково — деревня в Великоустюгском районе Вологодской области.
Входит в состав Теплогорского сельского поселения, с точки зрения административно-территориального деления — в Теплогорский сельсовет.
Расстояние по автодороге до районного центра Великого Устюга — 72 км, до центра муниципального образования Теплогорья — 2 км. Ближайшие населённые пункты — Подугорье, Теплогорье, Березовка.
По переписи 2002 года население — 3 человека.